# Gianfranco Baruchello
Gianfranco Baruchello (Livorno, 24 de agosto de 1924-Roma, 14 de enero de 2023) fue un pintor, dibujante, poeta y autor italiano.

## Biografía
Gianfranco Baruchello nació en 1924. Su padre fue abogado, director de la Unión Industrial de Livorno y profesor de la Universidad de Pisa y su madre maestra de escuela primaria. Después de la guerra se graduó en Derecho con una tesis en Economía y en 1947 trabajó en Bombrini Parodi Delfino. Entre 1949 y 1955 participó en la creación de la empresa de investigación y producción químico-biológica Società Biomedica. En 1959 Baruchello deja la compañía para dedicarse por completo al arte.
Su primera formación tuvo lugar en París, donde conoció a Roberto Matta y tres años después a Alain Jouffroy. En 1962 conoció a Marcel Duchamp. En Nueva York en 1964 conoció a John Cage y se enfrentó al arte pop y al expresionismo abstracto americano. Las experiencias americanas se materializan en los grandes lienzos blancos Otras huellas, con gruesas y densas vetas de pintura negra; en cambio, la herencia europea se materializa en la creación de objetos cercanos al espíritu del Nouveau Réalisme. En 1962 participó en la exposición New Realists organizada por Pierre Restany en la Sidney Janis Gallery de Nueva York (a la que también expusieron Enrico Baj, Tano Festa, Mimmo Rotella y Mario Schifano). Sin embargo, la participación activa en el mundo de las vanguardias internacionales afectó sólo parcialmente a la investigación de Baruchello, que se configuró desde el principio como esencialmente autónoma. En 1963 realizó una exposición individual en la Galleria La Tartaruga de Roma, presentada por Jouffroy.
Su primer experimento cinematográfico fue en 1960: Molla. Por otro lado, de 1963 fue la película El grado cero del paisaje, a la que siguió en 1964 Verifica incerta, una película de metraje encontrado en colaboración con Alberto Grifi: una gran cantidad de material de desecho cinematográfico, consistente en comerciales.
La finca Cornelia fue fundada en 1973; es una finca que tiene su sede y opera dentro de los terrenos adquiridos en el mismo año por Baruchello en via di Santa Cornelia, en las afueras de Roma. Lentamente la empresa se expandió, ocupando y cultivando también los terrenos circundantes, alejándolos de la especulación edificatoria, con una actitud entre el acontecimiento artístico y la intencionalidad política. Tras la compra del terreno ocupado, la operación adquirió el valor de una reflexión sobre la relación entre producto agrícola, producto artístico y respectivo valor, operación también con sabor duchampiano pero afrontada sumergiéndose en la materialidad del trabajo y en la mundo de las leyes económicas. La empresa, de nombre y de hecho, también dio lugar a una serie de pinturas y a dos libros: Agricola Cornelia Spa 1973-1981, catálogo de una exposición en la Galleria Milano (Milán) donde Baruchello exhibió, además de las pinturas mencionadas, materiales relacionados con la experiencia de Agricola Cornelia, y Cómo imaginar, una larga entrevista (realizada por Henry Martin), de la que sólo quedaron las respuestas en el libro.
Radio 3 lo nombró «artista del año 2016».
Murió en Roma el 14 de enero de 2023 a la edad de 98 años.

## Publicaciones
- Mi viene in mente : novela, Milán, editorial Schwarz, 1966.
- La Quindicesima riga, Roma, editorial Lerici, 1968.
- Avventure ne'llarmadio di plexiglass, Milán, Feltrinelli, 1968.
- Come ho dipinto certi miei quadri, Turín, Geiger, 1976.
- con Gilbert Lascault, Alphabet d'Eros, París, Ed. Galilée, 1976.
- Sentito vivere (ed. de 1150 ejemplares, de los cuales 150 núm.), Bolonia, Exit editore, 1978.
- La otra casa, París, Ed. Galilée, 1979.
- Agricola Cornelia S.p.a. 1973-‘81 ((catalogo della mostra, Milano, Galleria Carla Pellegrini, maggio 1981, ed. di 1000 esempl.) edición). Bologna. 1981.
- La desaparición de Amanda Silvers, (ed. de 400 copias. ), Bolonia, Exit Publisher, 1982.
- con Henry Martin (1983). How to imagine : a narrative on art and agriculture. New York. ISBN 0-914232-52-5.
- con Henry Martin, Por qué Duchamp. Un ensayo sobre el impacto estético, Nueva York, McPherson & Co., 1985.
- Uomini di pane, Turín, Tam tam, 1986.
- Mille titoli, (ed. de 700 ejemplares), editado por Gian Ruggero Manzoni, Ravenna: Essegi; Lugo: Salida, 1987.
- Bellissimo il giardino, (ed. de 700 ejemplares. ), Bolonia, Exit editor, 1989.
- Si tanto me da tanto, Roma, Studio Ed., 1990.
- Baruchello: miss Omissis, editado por Becattini Alvaro, Faenza, Exit, 1991.
- En el polo norte rodando, editado por Becattini Alvaro, Faenza, Exit, 1992.
- Quaranta sere in TV, (ed. de 500 ejemplares), Exit editor, 1996.
- Según la naturaleza, comisariada por Carla Subrizi, Museo Laboratorio de Arte Contemporáneo, Roma, Diagonale, 1997.
- Breve historia de mi pintura, (catálogo de la exposición celebrada en Livorno), Livorno, Galleria Peccolo, 2003.
- con Anna Valeria Borsari, Emilio Fantin, Franco Vaccari, Marco Vaglieri, En el signo de Giotto. Cinco itinerarios artísticos, ediciones AMP, Carpi 2008.
- con Nanni Balestrini, Girano Voci. Tres historias de Pistoia, Ediciones Frullini, 2012.